# Chiodos
Chiodos — американський постгардкор-гурт з Девісона, штат Мічиган. Сформований у 2001 році, гурт спочатку був відомий як «The Light-hearted Carpet Knights», а потім змінив назву на «The Chiodos Bros», що стало даниною поваги режисерам Стівену, Чарльзу та Едварду Чіодо, авторам фільму «Клоуни-вбивці з космосу». 26 липня 2005 року Chiodos випустили перший повноформатний альбом під назвою All's Good That Ends Well. Другий альбом, Bone Palace Ballet, вийшов у Північній Америці 4 вересня 2007 року і дебютував на 5 місці в чарті Billboard 200 і на 1 місці в незалежному чарті альбомів[4]. Warner Bros. Records випустила Bone Palace Ballet 26 січня 2009 року, як частину нової дистриб'юторської угоди у Великій Британії. Вони випустили третій студійний альбом, Illuminaudio у 2010 році, і це був єдиний студійний альбом з Брендоном Болмером як вокалістом і Таннером Вейном як барабанщиком. Гурт випустив четвертий і останній альбом Devil 1 квітня 2014 року, який ознаменував повернення вокаліста Крейга Оуенса і барабанщика Дерріка Фроста.

## Історія

### 2001—2005: Заснування таAll's Well That Ends Well
Оригінальний склад гурту Chiodos зібрався (під назвою The Chiodos Brothers) під час навчання в середній школі у своєму рідному місті Девісон, штат Мічіган, у 2001 році. Спочатку вони почали грати на шоу у Flint Local 432, концертному майданчику для будь-якого віку, розташованому в центрі міста Флінт. Flint Local 432 також допоміг розвинути інші національно визнані альтернативні гурти, такі як The Swellers і Empty Orchestra. У наступні роки гурт змінив назву на Chiodos після випуску трьох мініальбомів, по одному на рік, аж до 2004 року, коли почалося написання та підготовка дебютного альбому All's Well That Ends Well. Дебютний альбом вийшов 26 липня 2005 року на лейблі Equal Vision Records. Після випуску він досяг 3 місця в чарті Billboard Top Heatseekers і 164 місця в чарті Billboard 200.

### 2006—2009:Bone Palace Balletта вихід Крейга Оуенса
Chiodos були хедлайнерами кількох концертів, перш ніж приєднатися до туру Alternative Press «Invisible Sideshow» 2006 року, хедлайнерами якого були Armor for Sleep. Після цього туру вони підтримали Matchbook Romance у турі Sub City «Take Action» навесні 2006 року. Того ж літа вони гастролювали з Fear Before the March of Flames, а також взяли участь у Warped Tour. Восени 2006 року Chiodos взяли участь у турі World Championship Tour гурту Atreyu разом із From First to Last і Every Time I Die, а також 3 і 36 Crazyfists. На початку 2008 року Chiodos гастролювали разом із Linkin Park та Coheed and Cambria. На початку 2009 року гурт також гастролював із Nine Inch Nails і Alice in Chains в Австралії. Вони відіграли Warped Tour 2009 на головній сцені разом з гуртами The Devil Wears Prada, Bad Religion, Silverstein, Saosin і Underoath. У березні 2009 року гурт записав кавер-версію пісні «Flagpole Sitta» гурту Harvey Danger для альбому-збірки Punk Goes Pop Volume 2 лейблу Fearless Records.
24 вересня 2009 року гурт оголосив на своїй сторінці на MySpace, що вони «відпустили» вокаліста, Крейга Оуенса.
| Ліві лапки | Всім нашим друзям, родині та шанувальникам: Ми хотіли б повідомити вам, що ми відпустили Крейга Оуенса як вокаліста Chiodos. Це рішення було вимушеним. З поваги до всієї важкої роботи, яку ми виконали разом за всі ці роки, ми не будемо обговорювати конкретні причини, чому це сталося. Ми бажаємо Крейгу всього найкращого. Ми обов'язково продовжимо існувати як гурт і будемо тримати вас в курсі подій, коли розгорнеться наступна глава. Шанувальники Chiodos — найкращі шанувальники у світі, і все, про що ми можемо попросити вас, після всього, що ви вже дали нам, це розділити наше хвилювання з приводу наступного альбому. Ми обіцяємо, що ви не будете розчаровані…………Бред, Джейсон, Пет і Метт. | Праві лапки |

Близькі до гурту люди, очевидно, знали про напруженість і різкість у стосунках між Оуенсом та іншими учасниками, але в наступні дні після цього оголошення висловлювали як здивування звільненням, так і цікавість щодо того, як Chiodos будуть діяти без Оуенса, який є «обличчям гурту».

### 2010—2012: зміна у складі таIlluminaudio

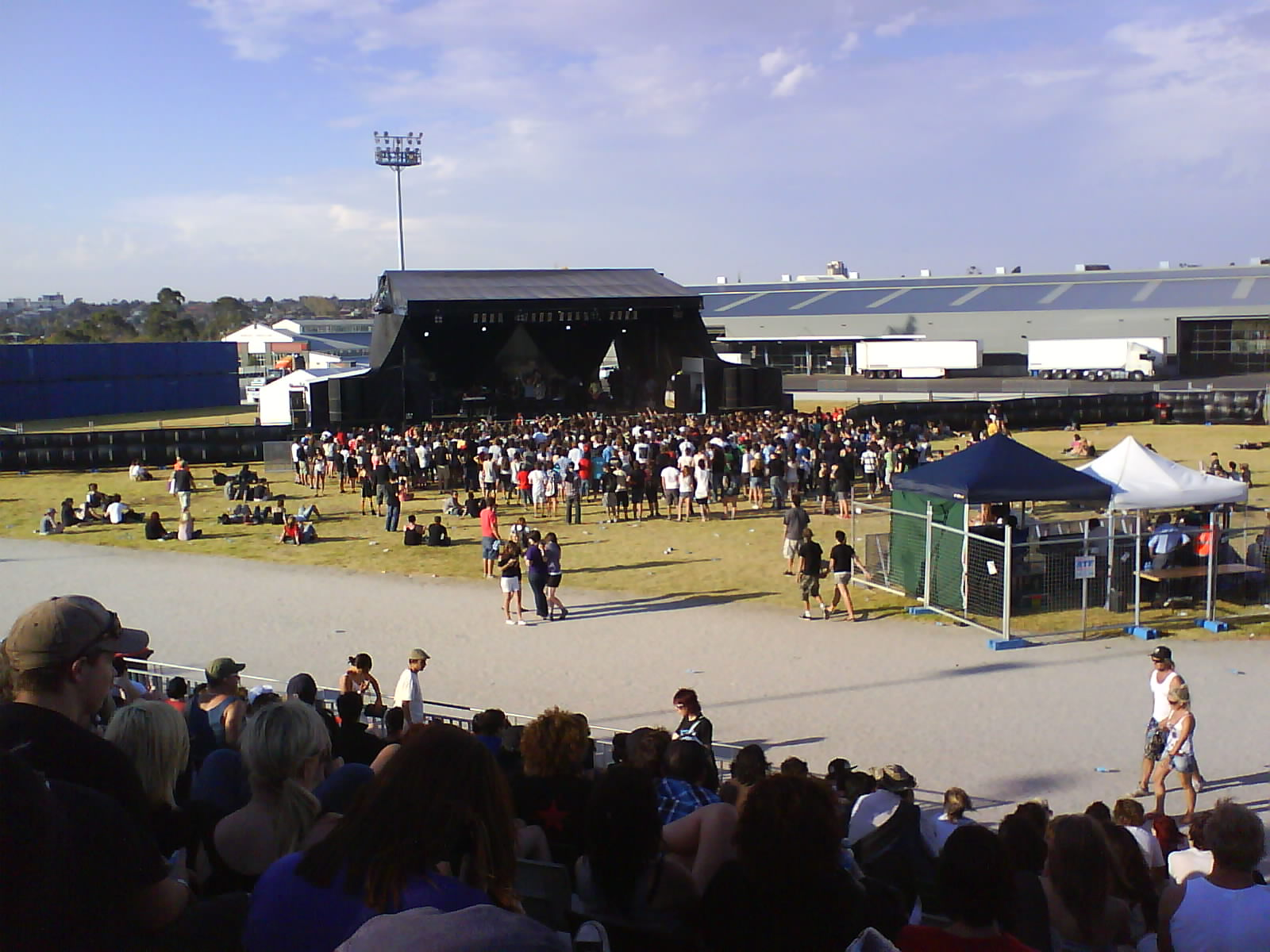
Виступ Chiodos на Австралійському фестивалі музики Soundwave в Мельбурні, 2009 рік

1 лютого 2010 року гурт оголосив, що в тому ж місяці збирається записати свій третій альбом з відомим продюсером Мекіном. "Разом з Беллом до студії увійдуть Джейсон Хейл (гітара), Пет Мак-Манаман (гітара), Метт Годдард (бас) і нещодавно доданий барабанщик Таннер Вейн (екс-Underminded, екс-Scary Kids Scaring Kids).
Гурт планував тримати ім'я нового вокаліста у таємниці до самого виступу на Bamboozle, але 2 лютого 2010 року Alternative Press повідомив, що новим вокалістом став колишній вокаліст Yesterdays Rising Брендон Болмер. Пізніше Болмер розповів AP, що він став новим вокалістом Chiodos і більше не буде брати участь у Yesterdays Rising.
У травневому випуску Alternative Press гурт заявив, що вони розійшлися з Дерріком Фростом через те, що він і Крейг Оуенс не змогли порозумітися. Гурт дозволив Фросту піти через Оуенса, і лише через кілька місяців відпустив Оуенса. Вони також заявили, що розглядають можливість повернення Фроста.
9 червня 2010 року в інтернет потрапило демо з вокалом Оуенса під назвою «Thermacare». Демо було записано у вересні, якраз перед тим, як Оуенс покинув гурт. Гурт випустив версію цієї пісні на своєму новому CD Illuminaudio, перейменувавши її на «Stratovolcano Mouth», який містить лише музичну частину «Thermacare». Гурт Оуенса, D.R.U.G.S., випустив свою версію на однойменному дебютному альбомі. Вона містить слова Оуенса з новою музикою і отримала назву «The Only Thing You Talk About».
3 серпня 2010 року на сайті Alternative Press з'явилося повідомлення, що новий альбом Chiodos називатиметься Illuminaudio і вийде 5 жовтня. Це було підтверджено 9 серпня 2010 року у прес-релізі лейблу Equal Vision. 21 січня 2011 року вийшла австралійська версія Illuminaudio з бонус-треком «New Thought Movement». У 2011 році Chiodos відправилися у турне зі Skindred на підтримку нового альбому валлійських рагга-металістів Union Black. За цим послідували чотири американські концерти з The Color Morale, Close to Home і The Air I Breathe і тур «Scream It Like You Mean It» 2011 року, 39-денний американський тур, в якому гурт виступав безпосередньо перед Breathe Carolina, з I See Stars, The Color Morale, MOD SUN і The Air I Breathe також в програмі.

### 2012—2013: друга зміна у складі
27 березня 2012 року Chiodos оголосили, що вокаліст Брендон Болмер і барабанщик Таннер Вейн вирішили покинути гурт. 26 квітня 2012 року Chiodos випустили відео, в якому підтвердили, що Крейг Оуенс вперше за два з половиною роки повернувся до складу гурту. 14 травня 2012 року Chiodos випустили ще одне відео, в якому підтвердили, що Деррік Фрост повернеться до складу Chiodos після багаторічної відсутності.
8 листопада 2012 року під час сольних виступів Оуенс і Белл заявили, що пишуть новий альбом Chiodos. 23 листопада 2012 року Джейсон Хейл оголосив, що більше не є учасником Chiodos. Томас Ерак з The Fall of Troy, замінив Джейсона до кінця туру і незабаром був оголошений постійним учасником гурту. Гурт гастролював Великою Британією у лютому 2013 року в рамках Kerrang! Tour 2013, на розігріві у Black Veil Brides, а також взяли участь у Warped Tour 2013.

### 2013—2016: підписання контракту з Razor & Tie,Devilта розпад
15 травня 2013 року Razor & Tie оголосили про підписання контракту з Chiodos.
21 червня 2013 року, під час виступу на Warped Tour у Помоні з The Fall of Troy, вони оголосили, що розпочнуть запис четвертого альбому після завершення туру.
11 вересня 2013 року гурт увійшов до студії Dreamland у Вудстоку, штат Нью-Йорк, з продюсером Девідом Боттріллом. Вокаліст Крейг Оуенс так прокоментував процес запису нового альбому: «Ми раді працювати з Дейвом Боттріллом над новим альбомом Chiodos. Тому наступні два місяці ми будемо ховатися у лісах на півночі штату Нью-Йорк, у видовбаній студії, перетвореній на церкву».
25 вересня 2013 року Alternative Press опублікували інтерв'ю з Бредлі Беллом про те, чого очікувати від нового альбому. В інтерв'ю Бредлі заявив, що альбом буде «…повертатися до коріння Bone Palace, але Томас своєю грою приносить нам відчуття „Все добре, що добре закінчується“. Крім того, це новий рубіж, який ми також досліджуємо». Бредлі також згадав, що гурт працював за межами своєї зони комфорту, а вокаліст Крейг Оуенс «…кинув виклик собі на цьому альбомі, щоб заспівати по-іншому. Він багато працював над тим, щоб використовувати свій справжній фальцет замість того, щоб викрикувати високі ноти, щоб вивести його у новий вимір. Він навіть співає у багатьох місцях нижче, ніж раніше».
Вони включили нову пісню до свого «The Road To Warped Tour 2013» в Європі під назвою «Behvis Bullock». Наприкінці 2013 року гурт планував відправитися в турне по Німеччині на підтримку Escape The Fate, але тур був скасований в найкоротші терміни, і замість нього Chiodos зіграв кілька хедлайнерських концертів. 27 січня наступного року альбом був анонсований як Devil, реліз якого запланований на 1 квітня 2014 року на лейблі Razor & Tie. Того ж дня вийшов перший сингл з альбому, «Ole Fishlips Is Dead Now». Гурт виступив на розігріві у турі A Day to Remember під назвою Parks & Devastation Tour протягом вересня і жовтня, а також підтримав The Blackout у Великобританії протягом листопада.
3 вересня учасники гурту Деррік Фрост і Метт Годдард оголосили, що вирішили покинути гурт, і були негайно замінені Томасом Прідгеном (екс-The Mars Volta) на барабанах і Джозефом Троєм (Rx Bandits) на бас-гітарі. Гурт оголосили одним з учасників фестивалю South by So What?! у березні в QuikTrip Park у Гранд-Прері. 9 грудня 2014 року Томас Ерак оголосив, що йде з гурту, щоб зосередитися на своєму гурті The Fall Of Troy.
1 листопада 2016 року в інтерв'ю Billboard вокаліст Крейг Оуенс заявив щодо Chiodos: "Все скінчено, він просто не зміг втриматися на плаву. Були якісь, не обов'язково погані вібрації, але ми прийшли до усвідомлення, що не можемо займатися цим повний робочий день. Я думаю, що для більшості з нас це просто перестало бути пристрастю, тому ми сказали: «Гаразд, давайте зупинимося». Це поклало край п'ятнадцятирічній кар'єрі Chiodos. Зараз Оуенс виступає під сценічним псевдонімом badXchannels, а також зі своїм попереднім гуртом Destroy Rebuild Until God Shows.

### 2024: воз'єднання All's Well That Ends Well Reunion
13 листопада 2023 року було підтверджено, що гурт виступить на фестивалі When We Were Young у Лас-Вегасі 19 жовтня 2024 року. Склад гурту не був оголошений. Жодні інші дати туру не були оголошені і склад учасників шоу не був підтверджений.

## Учасники гурту
| Остаточний склад - Крейг Оуенс — вокал (2001—2009, 2012—2016) - Бредлі Белл — клавішні, синтезатори, піаніно, програмування, вокал (2001—2016), бас-гітара (2015—2016) - Пет Мак-Манаман — ритм-гітара (2001—2016), бас-гітара (2015—2016) - Джозеф Аррінгтон — ударні, перкусія (2014—2016) (також в A Lot Like Birds та Sianvar) - Чед Кроуфорд — соло-гітара, бас-гітара (2015—2016) (раніше в Scary Kids Scaring Kids) | Колишні учасники - Чіп Келлі — соло-гітара (2001—2004) - Кросбі Кларк — ударні (2001—2004) - Брендон Болмер — вокал (2010—2012) - Джейсон Хейл — соло-гітара (2004—2012) - Таннер Вейн — ударні, перкусія (2010—2012) - Деррік Фрост — барабани, перкусія (2004—2009, 2012—2014) - Метт Годдард — бас-гітара (2001—2014) - Серхіо Медіна — соло-гітара (2014) (також у Stolas, Eidola та Sianvar) - Томас Прідген — барабани, перкусія (2014) (раніше в The Mars Volta) - Томас Ерак — соло-гітара, вокал (2012—2015) (також у The Fall of Troy) - Джозеф Трой — бас-гітара (2014—2015) (також у RX Bandits) |

## Дискографія
Студійні альбоми
- All's Well That Ends Well (2005)
- Bone Palace Ballet (2007)
- Illuminaudio (2010)
- Devil (2014)

Мініальбоми
- The Chiodos Borthers (2001)
- The Best Way to Ruin Your Life (2002)
- The Heartless Control Everything (2003)